# Daviesia costata
Daviesia costata är en ärtväxtart som beskrevs av Edwin Cheel. Daviesia costata ingår i släktet Daviesia, och familjen ärtväxter. Inga underarter finns listade i Catalogue of Life.